# سان‌شاین بیسکویتس
سان‌شاین بیسکویتس (انگلیسی: Sunshine Biscuits) که قبلاً با نام شرکت لوز-وایلز بیسکویت (The Loose-Wiles Biscuit Company) شناخته می‌شد، یک تولیدکننده مستقل آمریکایی کلوچه، تردک و غلات صبحانه بود. این شرکت که به برندی برای چند محصول جدید مانند چیز-ایت تبدیل شد، توسط شرکت کیبلر در سال ۱۹۹۶ خریداری شد، که همین شرکت نیز توسط شرکت کیلوگ در سال ۲۰۰۱ خریداری شد. تقریباً در آن زمان تا سال ۲۰۰۱، دفتر مرکزی سان‌شاین بیسکویتس در المهرست، ایلینوی، همان جایی که شرکت کیبلر واقع شده بود، قرار داشت.
سان‌شاین بیسکویتس تا زمان خرید آن توسط شرکت کیبلر، سومین تولیدکننده بزرگ کلوچه در ایالات متحده بود.